# 氫硫基自由基
氫硫基自由基是一種自由基，具有一顆氫原子和一顆硫原子。

## 產生
於1939年加利福尼亞大學瑪格麗特·N·劉易斯及約翰·U·懷特首次發現其存在。他們對硫化氫進行射頻放電以取得氫硫基自由基，從中觀察到對應其2Σ+ ← 2Πi躍遷的325 nm吸收線。
它亦可於硫化氫以紫外線產生，吸收峰值為190 nm波長的輻射。
硫醇（如乙硫醇）的熱分解會產生氫硫基自由基。其亦可由硫酸鈰(IV)氧化硫化氫離子（HS−）產生。
其在生物的代謝作用中對硫化氫的反應，如進行解毒時也會出現。人體中的SOD1酶可將HS−轉為HS•。硫酸鹽還原細菌中的黃色素c硫化物脫氫酶亦能催化硫化氫離子的氧化作用，移除電子並產生該自由基。
當含硫礦物被三價鐵離子溶濾時會產生氫硫基自由基離子：
{\displaystyle {\mathsf {MS+Fe^{3+}+2H^{+}\ {\xrightarrow {}}\ M^{2+}+Fe^{2+}+H_{2}S^{\bullet +}}}}
該離子其後便讓水吸收氫離子而成為氫硫基自由基。上述的M為一種金屬，例如銅或鋅。此反應亦有發展以生物濾化提煉金屬礦物的潛在可能。

## 自然界的存在
氫硫基自由基由山村一誠等首次於星際空間發現，他們在2000年發表其於仙女座R觀測到相關吸收線的文章。它被觀測到的紫外譜線分別為：326.0459、327.5468、328.9749、330.0892及330.1112 nm。
它預計是在氣態巨行星（如木星）及棕矮星存在的三大含硫氣體之一，亦很可能於已冷卻恆星中存在。它已在星際氣體中探測到，亦可能存在於彗星中。
在地球的大氣層中亦有該自由基，由自然發生的（例如光分解作用）及由人為除臭引致的硫化氫降解形成。另外，當地球大氣層中的羥基自由基與硫化氫、二硫化碳或羰基硫反應亦會產生氫硫基自由基、二氧化碳和水。這自由基在大氣層中有多種反應，如與NO2產生HSNO2及HSONO，後者分解為HSO及NO；亦會與氧氣及一氧化二氮反應。其與氯氣反應會產生HSCl及Cl•自由基；與臭氧反應則產生HSO•及氧。
理論上在含有硫化氫的行星大氧層在足夠溫度及壓力下便能分解成自由基。在特定溫度及壓力下兩者比例為：
{\displaystyle {\mathsf {\log(X_{H_{2}S}/X_{HS})=-3.37+8785/T+0.5\log P_{T}+0.5\log X_{H_{2}}}}}
在一個以氫氣為主的氣態巨行星或恆星，在以下情況氫硫基自由基與硫化氫為同一水平：
{\displaystyle {\mathsf {\log P_{T}=6.82-17570/T}}}
而在更高溫度中自由基會分解成氣態硫及氫氣，在以下情況它與氣態硫為同一水平：
{\displaystyle {\mathsf {\log P_{T}=4.80-14522/T}}}.
這兩條方程會於1509 K及1.51 Pa處相交，在更低的度及壓力下該自由基被排除在外。

## 特性
氫硫基自由基中氫與硫的原子間距為0.134 nm。其電離能為10.4219 eV；成為HS−的還原電位為0.92 eV。
正如其它自由基，它亦是頗活躍。它在水中可電離為S•−及H+，前者能催化脂類的順反變換；但它亦與水中的氧氣反應產生SO2−及H+，前者繼續與氧氣反應產生超氧離子及二氧化硫。它與羧酸反應產生羰基硫，這更可能是地球大氣層中存在的羰基硫的最大源頭。除此之外也包括與乙烯反應；與氧氣反應產生羥基自由基及一氧化硫；與自身反應成氫及硫，或二硫化氫，後者再與自由基反應產生硫化氫及二硫化一氫自由基。